# Cicle solar
Un cicle solar és un període durant el qual l'activitat del Sol varia reproduint els mateixos fenòmens que durant el període de la mateixa durada precedent. Vist des de la Terra, la influència del Sol varia principalment segons un període diari i anual. L'activitat solar està regulada per un cicle d'un període mitjà d'11,2 anys entre màxims, encara que aquesta durada pot variar entre 8 i 15 anys.
El cicle d'onze anys fou determinat per primera vegada per l'astrònom alemany Heinrich Schwabe cap al 1843.
Els cicles de Schwabe es numeren a partir del màxim de 1761 (vegeu la graella). El 2003, el cicle 23 es trobava en declivi, el cicle 24 començarà el 2012.
| 1 | 1761 | 9  | 1848 | 17 | 1939   |
| 2 | 1770 | 10 | 1860 | 18 | 1947   |
| 3 | 1778 | 11 | 1872 | 19 | 1958   |
| 4 | 1788 | 12 | 1884 | 20 | 1968   |
| 5 | 1804 | 13 | 1894 | 21 | 1981   |
| 6 | 1816 | 14 | 1906 | 22 | 1991   |
| 7 | 1828 | 15 | 1917 | 23 | 2001   |
| 8 | 1838 | 16 | 1928 | 24 | (2012) |

Juntament amb el cicle d'11 anys, existeix un cicle de 22 anys del camp magnètic solar. Les polaritats del cicle magnètic solar són inverses cada nou cicle d'11 anys.
Una teoria de K. D. Wood dona un cicle solar de 179, basant-se en les «marees» solars provocades pels planetes del sistema solar, principalment Venus, Terra, Mart i Júpiter; el període de revolució de Mercuri és massa feble en relació amb la durada del cicle d'11 anys.
Wolf remarcà igualment un cicle de variació dels màxims d'un període de 90 anys. Durant els anys d'activitat màxima, es constata un augment:
- del nombre de taques solars i d'erupcions solars,
- de la radiació crepuscular,
- de la radiació magnètica.

## Les taques solars

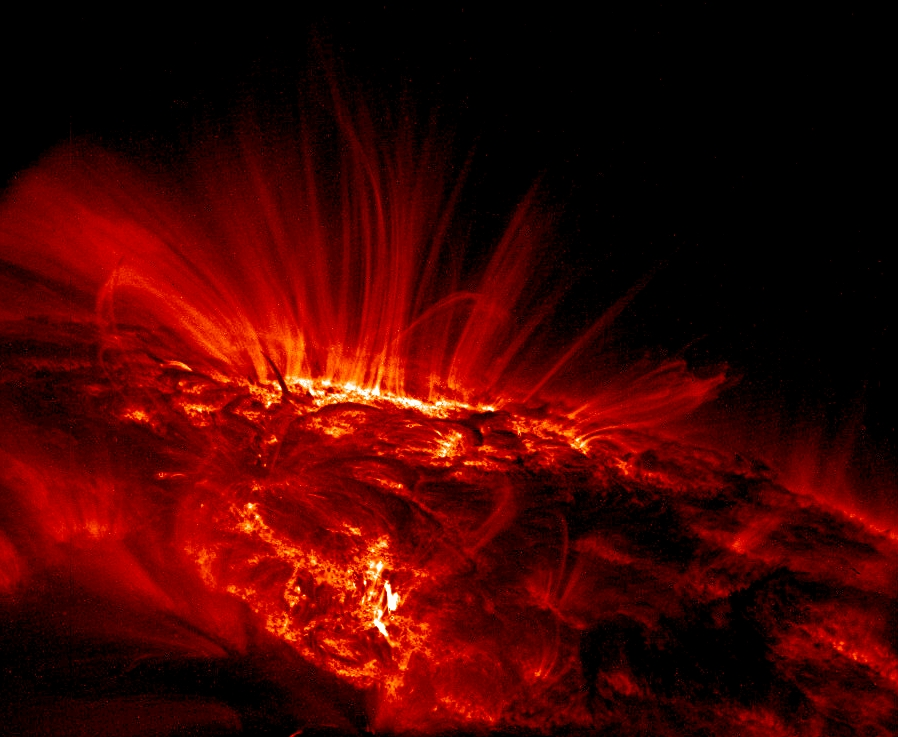
Una taca solar

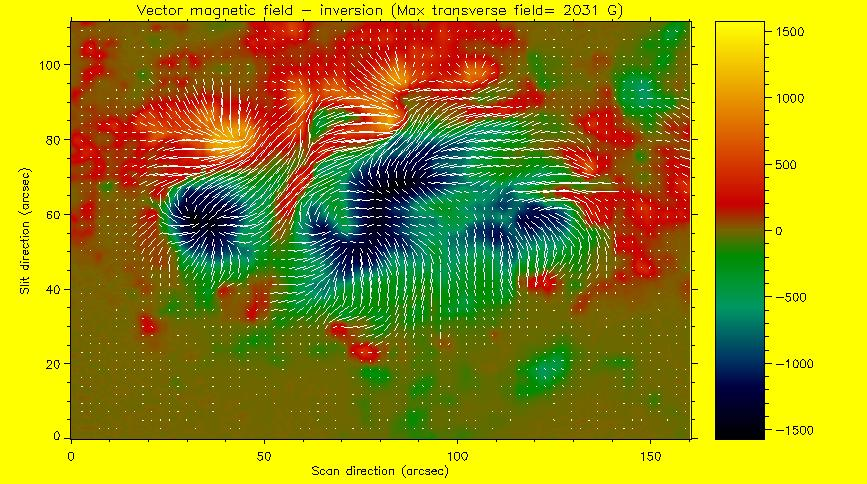
El camp magnètic al nivell d'un grup de taques fredes de la fotosfera solar (intensitat expressada en gauss). Els nivells de colors descriuen el component del camp magnètic al llarg de la línia de visió. Els trets blancs il·lustren el component del camp perpendicular a la línia de visió. Imatge obtinguda a partir d'observacions del telescopi solar THEMIS i tractada per BASS 2000

Fa dos mil anys, els astrònoms grecs i xinesos deixaren constància en els seus escrits sobre taques fosques del Sol que canviaven de forma i emplaçament.
L'abril del 1612, Galileu observà les taques amb l'ajut d'un dels primers telescopis. Posteriorment, l'observatori de Zuric en continuà l'observació. Les taques apareixen en la fotosfera com una zona fosca (ombra) envoltada d'una regió més clara (penombra); són més fredes que la resta de la fotosfera (4.500 K en contra dels 5.800 K de la fotosfera), i es deuen a un augment local del camp magnètic. Les seves dimensions poden arribar a moltes desenes de milers de quilòmetres.
Les taques sovint apareixen en grup, i normalment es troben acompanyades d'altres taques de polaritat magnètica oposada (grup de taques bipolars). Al principi del cicle solar, les taques apareixen preferentment en latituds altes en els dos hemisferis (cap als 40; a més, les primeres taques d'un grup són generalment de la mateixa polaritat. Al llarg del cicle, les taques s'aproximen a l'equador fins al començament del cicle següent; en aquest moment, la polaritat de les taques de davant canvia. En estudiar els moviments d'aquestes taques solars, els astrònoms conclogueren que l'eix del Sol girava més ràpid que els seus pols.
L'observació de les taques solars és fàcil i permet constatar la rotació del Sol sobre si mateix cada 27 dies. L'observació de les taques solars es pot fer projectant la imatge del Sol sobre un full de paper amb l'ajut d'uns binoculars. Cal tenir molt en compte que mai es pot observar el Sol directament i que calen aparells especials per a fer-ho.

## Elnombre de Wolf
El 1849, l'astrònom suís Rudolf Wolf (1816-1893) establí un mètode de càlcul de l'activitat solar basat en el nombre de taques solars. La fórmula següent permet estimar l'activitat solar R en funció del nombre (t) de taques, del nombre (g) de grups de taques i d'un coeficient (k) que en corregeix el resultat en funció dels mitjans d'observació (observador, instrument...):
{\displaystyle R=k(t+10g)}. El nombre de Wolf màxim del cicle 19 arribà a 190, mentre que el del cicle 14 no depassà el 70. Malgrat la seva imprecisió, el nombre de Wolf té l'interès d'existir des de fa 250 anys, mentre que l'observació científica moderna només disposa de dades d'uns pocs cicles solars.

## La mesura del flux radioelèctric solar
La radioastronomia nasqué amb el radar, el 1942 durant la Segona Guerra Mundial.
Les ones radioelèctriques emeses pel Sol provenen de la cromosfera, on la matèria es troba completament ionitzada (plasma), i de la corona. La freqüència de l'ona emesa depèn de Ne, la densitat de ions/m³.
Les pertorbacions solars (erupcions, tempestes) fan variar l'espectre de les emissions de ràdio.
La mesura de l'amplitud de la radiació solar en 2.800 MHz (en W/Hz m²) dona un índex d'activitat solar més fiable que el nombre de Wolf. Les mesures s'efectuen també en altres freqüències (245 MHz, 410 MHz... 15,4 GHz). L'estudi de l'activitat solar permet comprendre els fenòmens de propagació de les ones i preveure eventuals pertorbacions de les comunicacions radioelèctriques a la Terra.

## Conseqüències
Les variacions de l'activitat solar es tradueixen per les fluctuacions de la propagació de les ones de ràdio. La gamma de freqüències més tocada cobreix les ones anomenades decamètriques o ones curtes, que es propaguen a llarga distància gràcies a la ionosfera. Durant les tempestes magnètiques, la forta ionització de les capes altes de l'atmosfera pot pertorbar les comunicacions amb els satèl·lits, amb greus conseqüències per a les telecomunicacions, la navegació, i els sistemes de posicionament GPS.

## Càlcul del cicle solar del calendari
Aquest concepte no té relació amb la física i els cicles magnètics del Sol, ni amb el càlcul del nombre de cicles de Schwabe. El cicle solar és el nom que es dona a un paràmetre del calendari que s'utilitza per al càlcul de les dates de Pasqua en el còmput eclesiàstic del temps.
Dins aquest còmput, el cicle solar és el rang d'un any en el cicle de 28 anys d'una escala de temps que comença arbitràriament l'any 20 de l'era cristiana. En el calendari julià, els dies de la setmana es repetien en les mateixes dates cada 28 anys, i concretament els diumenges, dies consagrats antigament al Sol.
Existeix un calendari perpetu fet a partir d'aquest cicle solar, vàlid per al calendari julià, i que juga el mateix rol que el calendari perpetu fundat sobre la lletra dominical. El coneixement del cicle solar equival al de la lletra dominical juliana.
Mètode de càlcul prenent l'any 2006 com a exemple:
- Afegir 8 a l'any (2006 + 8 = 2014);
- Dividir aquest nombre per 28 (2014/28≈71,9 aproximeu a 71. O 71×28= 1988 en lloc de 2014, falten doncs 26);
- Afegiu 1 (26+1 = 27)

El cicle solar del 2006 val 27.